# Leicester Huntsmen
I Leicester Huntsmen sono stati una squadra di football americano, di Leicester, in Inghilterra; fondati nel 1984, hanno chiuso nel 1998. Hanno giocato un Britbowl.

## Dettaglio stagioni

### Tornei nazionali

#### Campionato

##### BGFL Premiership
| Stagione | regular season | regular season | regular season | regular season | regular season | regular season | playoff | playoff | playoff | playoff | playoff | playoff    | playoff               |
|          | Vin            | Par            | Per            | Tot            | PF             | PS             | Vin     | Per     | Tot     | PF      | PS      | risultato  | avversaria            |
| -------- | -------------- | -------------- | -------------- | -------------- | -------------- | -------------- | ------- | ------- | ------- | ------- | ------- | ---------- | --------------------- |
| 1987     | 9              | 0              | 1              | 10             | 310            | 113            | 1       | 1       | 2       | 40      | 32      | BritBowl   | Merseyside Centurions |
| 1988     | 9              | 0              | 1              | 10             | 438            | 48             | 2       | 1       | 3       | 37      | 28      | Semifinale | Woking Generals       |
| Totale   | 18             | 0              | 2              | 12             | 748            | 141            | 3       | 2       | 5       | 77      | 60      |            |                       |

Fonti: Enciclopedia del Football - A cura di Roberto Mezzetti

### Riepilogo fasi finali disputate
| Anno           | Luogo     | Evento           | Fase del torneo | Incontro                                   | Risultato |
| 23 agosto 1987 | Leicester | BGFL Premiership | BritBowl        | Merseyside Centurions - Leicester Huntsmen | 20 - 16   |
| 28 agosto 1988 | Leicester | BGFL Premiership | Semifinale      | Leicester Huntsmen - Woking Generals       | 13 - 20   |